# Episodi di Family Tools
La prima stagione della serie televisiva Family Tools viene trasmessa in prima visione negli Stati Uniti d'America su ABC dal 1º maggio 2013.
In Italia la serie è ancora inedita.
| nº | Titolo originale              | Titolo italiano | Prima TV USA   | Prima TV Italia |
| -- | ----------------------------- | --------------- | -------------- | --------------- |
| 1  | Pilot                         |                 | 1º maggio 2013 |                 |
| 2  | Now You See Me, Now You Don't |                 | 8 maggio 2013  |                 |
| 3  | Beachwood Approved            |                 | 15 maggio 2013 |                 |
| 4  | Book Club Romance             |                 | 29 maggio 2013 |                 |
| 5  | Waiting for Mrs. Bichette     |                 | 5 giugno 2013  |                 |
| 6  | Role Model                    |                 | 12 giugno 2013 |                 |
| 7  | The Big Event                 |                 | 19 giugno 2013 |                 |
| 8  | Jack Steps Up                 |                 | 26 giugno 2013 |                 |
| 9  | Pest Side Story               |                 | 3 luglio 2013  |                 |
| 10 | Terry By Design               |                 | 10 luglio 2013 |                 |